# یاقوتستان ۲۶۰۷
سیارک ۲۶۰۷ (به انگلیسی: 2607 Yakutia، نامگذاری:1977NR) دو هزار و ششصد و هفتمین سیارک کشف شده‌است که در ۱۴ ژوئیه ۱۹۷۷ کشف شد.
قدر مطلق سیارک برابر ۱۳٫۴۰ است.